# Mediální objekt
Mediální objekt je aktivně vytvářená, celospolečensky formovaná událost v prostředí mediálního prostoru.[zdroj?] Oproti mediálnímu obrazu má mediální objekt třetí rozměr, kterým je vstup širší veřejnosti, jenž mediální objekt sama aktivně dotváří (veřejné diskuse pod články atp.). Skupina Ztohoven mluví o mediálním prostoru, jako o další rovině prostoru veřejného. Do tohoto mediálního prostoru vnáší „mediální materiál“ z něhož „hněte“ mediální objekt.

## Princip produžívání v tvorbě mediálního objektu
Třetí rozměr Mediálního objektu je tvořen primárně prostřednictvím nových médií umožňujících vedle pasívního přijímání sdělovaného obsahu také aktivní participaci na jeho tvorbě. Tento proces akceleruje v posledních letech, kdy dochází k úzkému propojení sociálních sítí a klasických médií. 
Zásadní pojmový zlom v tomto ohledu přinesl v roce 2008 Axel Bruns, který pojmenoval tvůrčí proces vzniku obsahu webu 2.0 jako „produsage“ (produžívání) neboli spojení procesu produkce a užívání. Tento princip spočívá v charakteru nových médií, které jsou založeny na aktivním zapojení uživatele, který je různými prostředky vybízen ke spolutvorbě obsahu. Neustálé naplňování novými obsahy a transformace již vzniklého se projevuje v nejrůznějších formách (remixy, blogy, koláže, ale také manipulace a vývoj mediálního obrazu událostí zprostředkovaných nebo produkovaných zpravodajskými médii). 
Axel Bruns ve své eseji Blogs, Wikipedia, Second Life and Beyond (2008) předpovídá proměnu umění v důsledku průniku nových médií do tvůrčího procesu. Podle jeho úvah bude v budoucnu kladen mnohem větší důraz na tvůrčí proces a otevřenost díla „dalšímu životu“, v důsledku čehož bude stále slabší roli hrát autorství k uměleckému dílu. Takový přístup má samozřejmě své limity a i Bruns příkladmo uvádí, že si lze těžko představit, jak se uživatelé spolupodílejí na vzniku např. symfonie. Na druhou stranu právě v této oblasti lze najít velice blízký pokus o vznik uměleckého díla participatiním přístupem prostřednictvím nových médií – Youtube Symphony Orchestra.
Díla skupiny Ztohoven v tomto ohledu do značné míry Brunsovu předpověď naplňují. Jak sami členové uvádějí, jejich díla jsou spouštěcími mechanismy, které mají prostřednictvím aktuálních společenských témat vyvolávat postupnou mediální reflexi. Jejím prostřednictvím získává dílo další obsahy které původní autoři nemohou zákonitě předpokládat ani ovládat. Příkladem rozsahu těchto nových obsahů, o které se dílo postupně rozrůstá, může být množství témat, která byla otevřena v rámci diskuse o instalaci skupiny Ztohoven v galerii DOX v rámci výstavy Kartografie naděje.